# Língua croata
O idioma croata (hrvatski) é falado predominantemente na Croácia, sendo também encontrado em outras nações das proximidades. Do ponto de vista linguístico, assemelha-se ao sérvio; ambas as línguas podem ser consideradas variantes padronizadas de um mesmo idioma em comum: a língua servo-croata.

## Escrita e pronúncia
O idioma croata faz uso do alfabeto latino, ao contrário do sérvio que utiliza o alfabeto cirílico. São utilizados dois sinais diacríticos: o acento agudo, sempre sobre a letra "C" - que indica palatização fraca, e o caron (circunflexo invertido), sobre as sibilantes "S", "C" e "Z", que indicam palatização forte. Para as demais letras, a palatização é indicada por meio da letra "J", nos dígrafos "NJ" e "LJ", nos I + E = IE/IJE, R + R = Ŕ.
É importante ressaltar que, diferentemente das línguas latinas em que os sinais diacríticos são considerados meros modificadores de letras existentes, no caso do croata eles representam letras diferentes e, como tais, fazem parte do alfabeto.
Em croata, cada letra corresponde a um único som, e cada som equivale a apenas uma letra. Isso difere do idioma português, no qual têm-se letras como, por exemplo, o "X", que representa vários sons diferentes, ou o "S", que pode corresponder, na linguagem escrita, aos fonemas /z/ ou /s/, dependendo da posição na palavra. Ainda no português, temos os dígrafos, que, como o "LH", representam um som diferenciado.
Apresentamos a seguir uma tabela com o alfabeto croata e suas respectivas pronúncias:
| Alfabeto Croata (Abeceda Hrvatskog Jezika) - Escrita e Pronúncia |      |             |               |               |     |              |              |     |       |
| A a                                                              | B b  | C c         | Č č           | Ć ć           | D d | Đ đ          | Dž dž        | E e | F f   |
| "a"                                                              | "b"  | "ts"        | "tch" (forte) | "tch" (fraco) | "d" | "dj" (fraco) | "dj" (forte) | "e" | "f"   |
| G g                                                              | H h  | I i         | J j           | K k           | L l | Lj lj        | M m          | N n | Nj nj |
| "g"                                                              | "rr" | "i"         | "i" semivogal | "q"           | "l" | "lh"         | "m"          | "n" | "nh"  |
| O o                                                              | P p  | R r         | S s           | Š š           | T t | U u          | V v          | Z z | Ž ž   |
| "o"                                                              | "p"  | "r" tremido | "s"           | "ch"          | "t" | "u"          | "v"          | "z" | "j"   |

## Gramática
Assim como as demais línguas eslavas, o croata é um idioma declinativo, isto é, a função sintática das palavras é expressa por meio das desinências das palavras. São sete casos ao todo: Nominativo (sujeito), Genitivo (posse), Dativo (objeto indireto), Vocativo, Instrumental (instrumento), Acusativo (objeto direto) e Locativo.

## Algumas frases
- Dobro jutro! - Bom dia!
- Dobar dan! - Boa tarde!
- Dobra večer! - Boa noite!

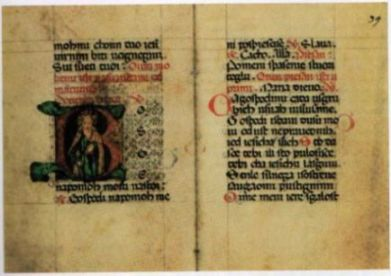
Livro de oração em croata (1380- 400)

- Ne govorim hrvatski! - Eu não falo croata!

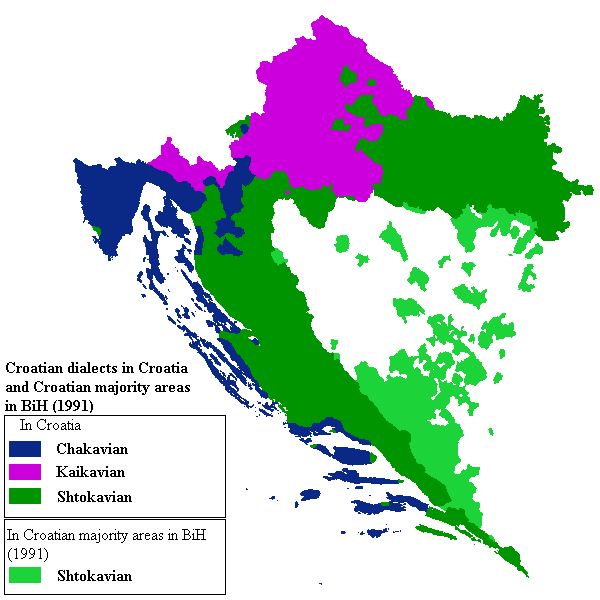

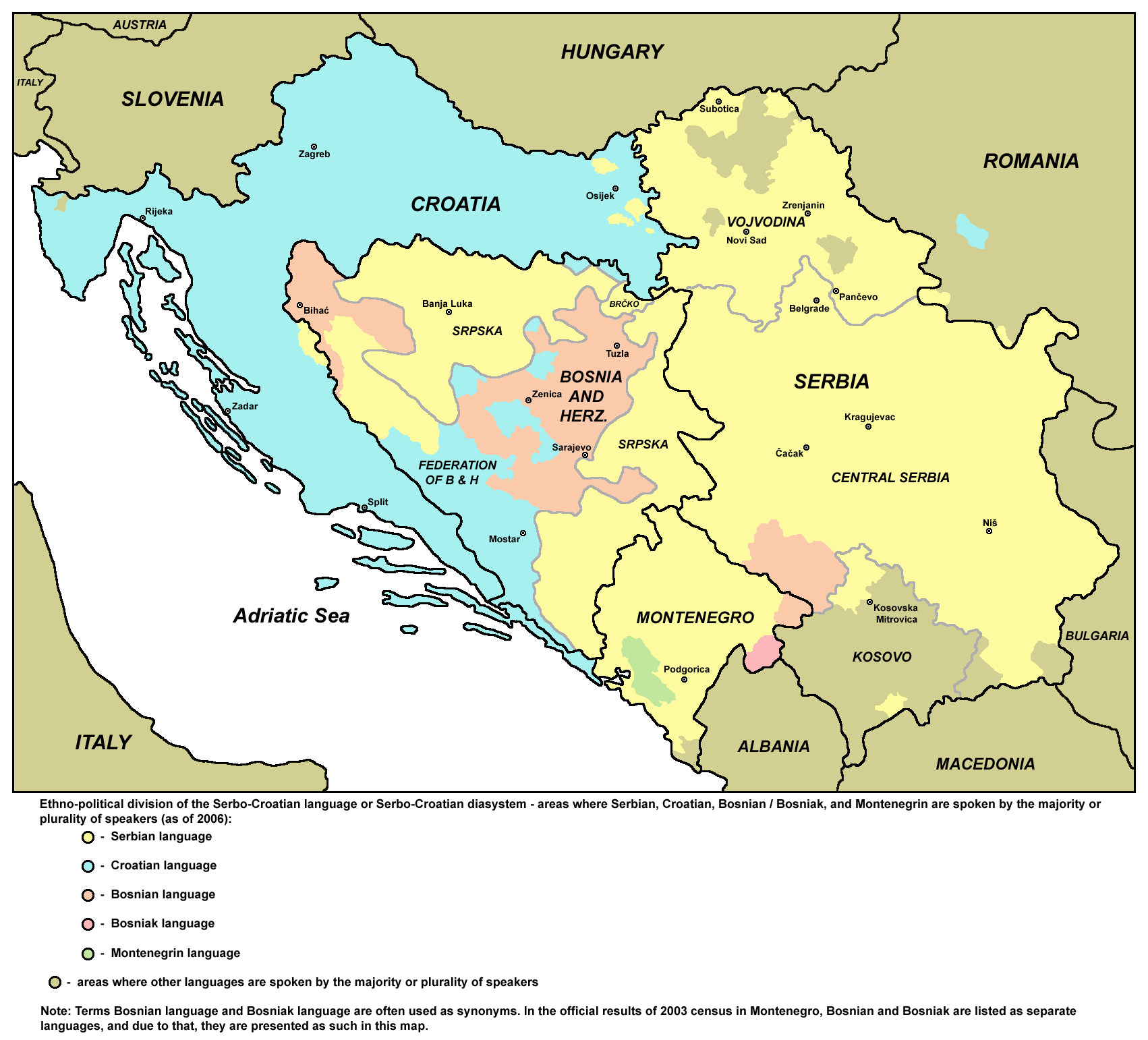
Variantes padronizadas de servo-croata (2006)

- Koliko košta? - Quanto custa?
- Zbogom! - Adeus!
- Bok! - Tchau!
- Doviđenja! - Até a vista/próxima!
- Hvala lijepa! - Muito obrigado!
- Nema na čemu! - De nada!
- Oprostite! - Desculpe!
- Kako si? - Como vai você?

Numerais:
- 1 - jedan
- 2 - dva
- 3 - tri
- 4 - četiri
- 5 - pet
- 6 - šest
- 7 - sedam
- 8 - osam
- 9 - devet
- 10 - deset
- 100 - sto
- 1000 - tisuću

## Comparação entre croata e sérvio
| Português                | Croata                      | Sérvio                                               |
| Comparar                 | Usporedba                   | Поређење (Poređenje)                                 |
| Europa                   | Europa                      | Европа (Evropa)                                      |
| Holanda                  | Nizozemska                  | Холандија (Holandija)                                |
| Italianos                | Talijani                    | Италијани (Italijani)                                |
| Universo                 | Svemir                      | Васиона (Vasiona)                                    |
| Espinha                  | Kralježnica                 | Кичма (Kičma)                                        |
| Ar                       | Zrak                        | Ваздух (Vazduh)                                      |
| Educação                 | Odgoj                       | Васпитање (Vaspitanje)                               |
| Semana                   | Tjedan                      | Седмица (Sedmica)                                    |
| História                 | Povijest                    | Историја (Istorija)                                  |
| Calças                   | Hlače                       | Панталоне (Pantalone)                                |
| Barriga                  | Trbuh                       | Стомак (Stomak)                                      |
| Ciência                  | Znanost                     | Наука (Nauka)                                        |
| Pessoalmente             | Osobno                      | Лично (Lično)                                        |
| Pessoa                   | Osoba                       | Лице (Lice)                                          |
| Nações Unidas            | Ujedinjeni Narodi           | Уједињене Нације (Ujedinjene Nacije)                 |
| Pão                      | Kruh                        | Хлеб (Hleb)                                          |
| Artificial               | Umjetno                     | Вештачки (Veštački)                                  |
| Cruz                     | Križ                        | Крст (Krst)                                          |
| Democracia               | Demokracija                 | Демократија (Demokratija)                            |
| Detecção                 | Spoznaja                    | Сазнање (Saznanje)                                   |
| Ilha                     | Otok                        | Острво (Ostrvo)                                      |
| Oficial                  | Časnik                      | Официр (Oficir)                                      |
| Tráfego de estrada       | Cestovni promet             | Друмски саобраћај (Drumski saobraćaj)                |
| Autoestrada (Rodovia)    | Autocesta                   | Аутопут (Autoput)                                    |
| Comprimento (Extensão)   | Duljina                     | Дужина (Dužina)                                      |
| Associação               | Udruga                      | Удружење (Udruženje)                                 |
| Fábrica                  | Tvornica                    | Фабрика (Fabrika)                                    |
| Geral, General           | Opće                        | Опште (Opšte)                                        |
| Cristo                   | Krist                       | Христoс (Hristos)                                    |
| Desculpe-me              | Oprosti                     | Извини (Izvini)                                      |
| Padrão de língua materna | Materinski jezićni standard | Матерњи језички стандард (Maternji jezički standard) |
| ------------------------ | --------------------------- | ---------------------------------------------------- |